# Eolico offshore

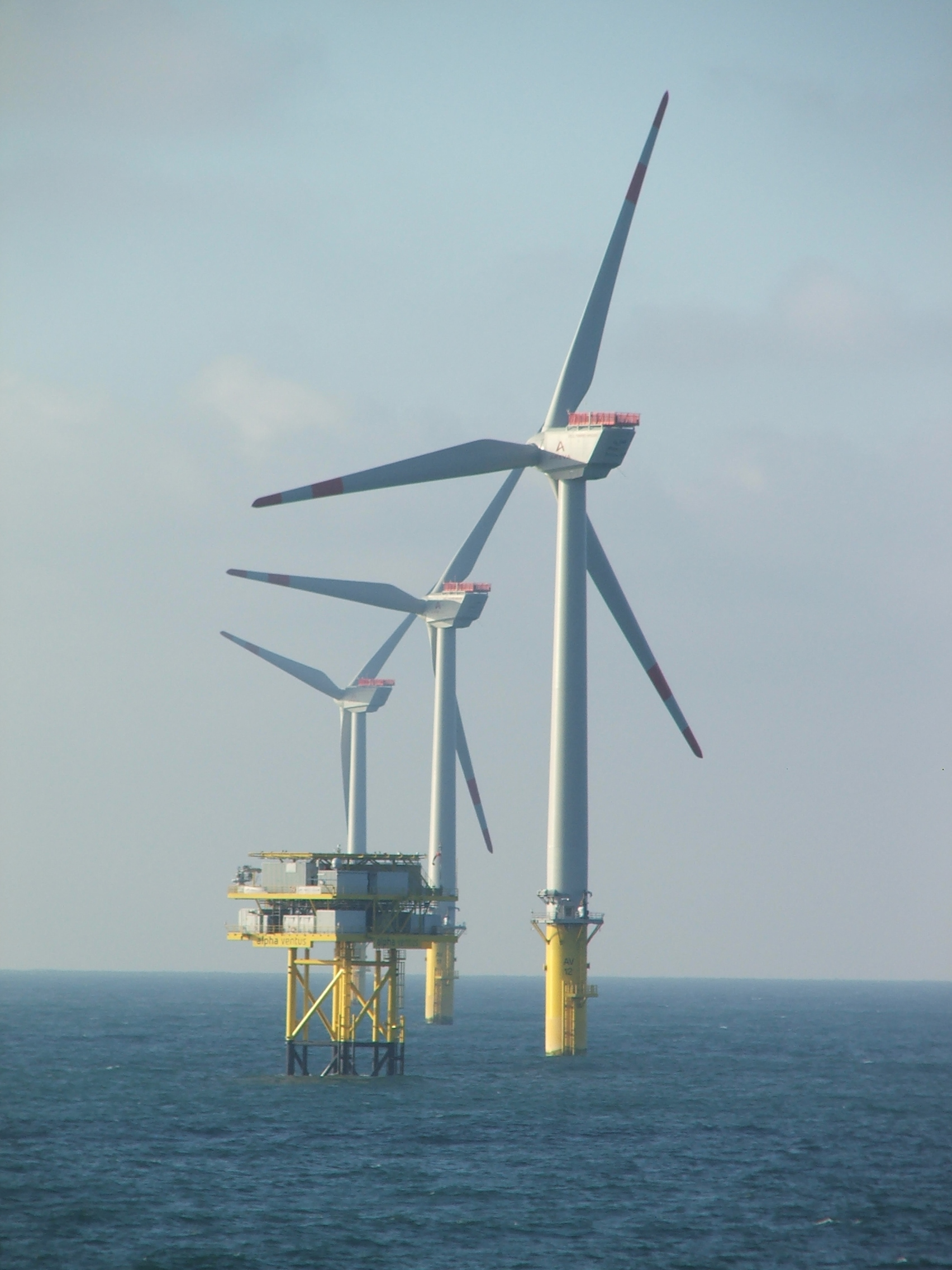
Turbina eolica e sottostazione elettrica all'interno del parco eolico Alpha Ventus nel mare del Nord

Con il termine eolico offshore (eolico in mare aperto) ci si riferisce all'utilizzo di parchi eolici costruiti sulla superficie di specchi d'acqua, generalmente in mari o oceani all'interno della piattaforma continentale, per sfruttare l'energia del vento al fine di generare energia elettrica. 
Lontano dalla costa i venti sono caratterizzati da velocità più stabili ed elevate, pertanto i parchi eolici galleggianti riescono a generare una maggior quantità di energia a parità di numero di unità installate. La costruzione di parchi eolici offshore, inoltre, riceve generalmente critiche minori da parte dei movimenti NIMBY. I parchi eolici offshore sono solitamente costituiti da turbine eoliche installate su fondamenta fisse sul fondale marino, in acque relativamente poco profonde, in mare aperto ma anche in laghi o fiordi. Sono ancora in fase di sviluppo soluzioni basate su turbine eoliche galleggianti, destinate all'installazione in acque profonde lontane dalla costa.
Alla fine del 2018, la capacità totale di eolico offshore installata nel mondo ammontava a circa 23,1 GW di potenza, di cui quasi 18,3 GW solo in Europa, dove il Regno Unito costituisce il paese con la maggior capacità installata (seguito da Germania, Belgio e Danimarca). Al 2019, il parco eolico Walney, nel mare d'Irlanda, è il più grande parco offshore al mondo con una capacità complessiva di 659 MW; sarà superato dal parco eolico di Hornsea, attualmente in costruzione nel Regno Unito, con i suoi 1,2 GW di capacità totale. La più grande turbina offshore in commercio, inoltre, è la Vestas V164, realizzata nel 2018 dall'azienda danese Vestas e con una potenza nominale di 10 MW; è invece attualmente in progetto, da parte di General Electric, una turbina eolica da 12 MW.
A discapito delle maggiori potenzialità, i costi di costruzione e mantenimento di parchi eolici offshore sono maggiori rispetto ai corrispettivi parchi su terraferma, nonostante stiano diminuendo rapidamente e la tecnologia offshore stia diventando economicamente competitiva.

## Storia
| |
| Andamento negli anni della capacità totale installata di eolico offshore nel mondo (valori in MW). Fonti: EWEA (1991-2010), GWEC (2011-2018). |

L'Europa ha rappresentato il leader nella produzione di energia elettrica da impianti eolici offshore fin dalla costruzione del primo parco eolico offshore, il parco di Vindeby, completato nel 1991 in Danimarca. Il parco, installato nel mar Baltico e poi smantellato nel 2017, era costituito da 11 turbine eoliche da 450 kW ciascuna, per una potenza installata totale di 4,95 MW. Nel 2009, la capacità media di una turbina eolica offshore (generalmente più grande rispetto alle turbine eoliche utilizzate sulla terraferma) si aggirava intorno ai 3 MW.
Nel 2010, secondo l'Energy Information Administration (EIA) l'eolico offshore rappresentava una delle tecnologie più costose per la generazione di energia, seconda solo al solare termodinamico, in termini di costo livellato dell'energia per gli Stati Uniti d'America. La situazione del 2010 presentava difficoltà ben maggiori per l'eolico offshore rispetto ai sistemi onshore, con costi medi d'installazione che si aggiravano intorno ai 2,5–3 milioni di euro per MW di potenza installata. Lo stesso anno, le turbine prodotte da Siemens e Vestas costituivano il 90% della capacità di eolico installato offshore, e DONG Energy, Vattenfall e E.ON rappresentavano i maggiori operatori del settore.
Nel 2011, Anders Eldrup, amministratore delegato di DONG Energy, ha stimato che, sebbene le turbine eoliche offshore non fossero al momento ancora economicamente competitive rispetto alle tradizionali tecnologie basate sui combustibili fossili, lo sarebbero state nell'arco di 15 anni. Alla fine del 2011, in Europa, vi erano complessivamente 53 parchi eolici operativi nelle acque di Belgio, Danimarca, Finlandia, Germania, Irlanda, Paesi Bassi, Norvegia, Svezia e Regno Unito, per un totale di 3 813 MW di potenza installata; altri parchi eolici, per ulteriori 5 603 MW di capacità, erano invece al momento in costruzione.
Nel 2012, Bloomberg New Energy Finance ha stimato il costo della generazione di energia elettrica da fonte eolica offshore intorno ai 161 €/MWh, tra i più elevati tra le varie fonti rinnovabili.
Nel 2013, sono stati installati nell'Unione Europea 1 567 MW di capacità eolica offshore (degli 11159 MW di nuove installazioni eoliche complessive), il 34% in più rispetto all'anno precedente. Alla fine del 2013, vi erano complessivamente in Europa 69 parchi eolici offshore, situati in undici paesi diversi, per un totale di 6 562 MW di capacità installata che ha prodotto un totale di 24 TWh di energia elettrica; Il 56% della capacità totale installata in Europa (3 681 MW) era situato nel Regno Unito, seguito dalla Danimarca con i suoi 1 271 MW (19% della capacità totale), dal Belgio con 571 MW (8,7%) e dalla Germania con 520 MW (8%). L'Europa ospitava quindi ancora oltre il 90% della capacità globale di eolico offshore (che a fine 2013 ammontava a circa 7 046 MW), mentre gran parte dei parchi eolici offshore extra-Ue erano situati nel continente asiatico: la Cina, in particolare, possedeva una capacità totale di circa 429 MW, rappresentando quindi il quinto paese al mondo per capacità installata; il Giappone poteva contare su poco meno di 50 MW, seguito dalla Corea del Sud (5 MW). I parchi eolici offshore negli Stati Uniti d'America, invece, erano ancora per la maggior parte in fase di progettazione o costruzione.
Alla fine del 2015, in Europa, sono state installate e connesse alla rete altre 3 230 turbine eoliche in 84 nuovi parchi eolici offshore, portando la capacità complessiva europea a 11 207 MW, in grado di produrre in media 40,6 TWh di energia elettrica in un anno (pari all'1,5% della domanda complessiva di energia elettrica nell'Ue, secondo i più recenti dati del 2013).
Al di fuori dell'Europa, la Cina è il principale paese per capacità installata di eolico offshore, in rapido aumento nel corso degli anni. A metà del 2013 poteva contare su appena 565 MW di capacità installata, mentre alla fine del 2018 risultava essere il terzo paese al mondo con 4 588 MW complessivi connessi alla rete, dopo aver installato lo stesso anno 1,8 GW di nuova potenza offshore (per la prima volta più di ogni altro paese nello stesso periodo).
Accanto alle tradizionali turbine ad albero ad asse singolo, nel 2022 sono state lanciate in commercio le prime turbine con albero a doppio asse (e 4 gambe) supportati da un'ampia base flottante che, ancorata al letto del mare, ruota intorno al proprio fulcro e segue spontaneamente il cambio di direzione del vento. La struttura a quattro gambe permette di abbattere peso e volume delle turbine e i relativi costi logistici e di manutenzione.

## Impianti eolicioffshorepiù grandi nel mondo

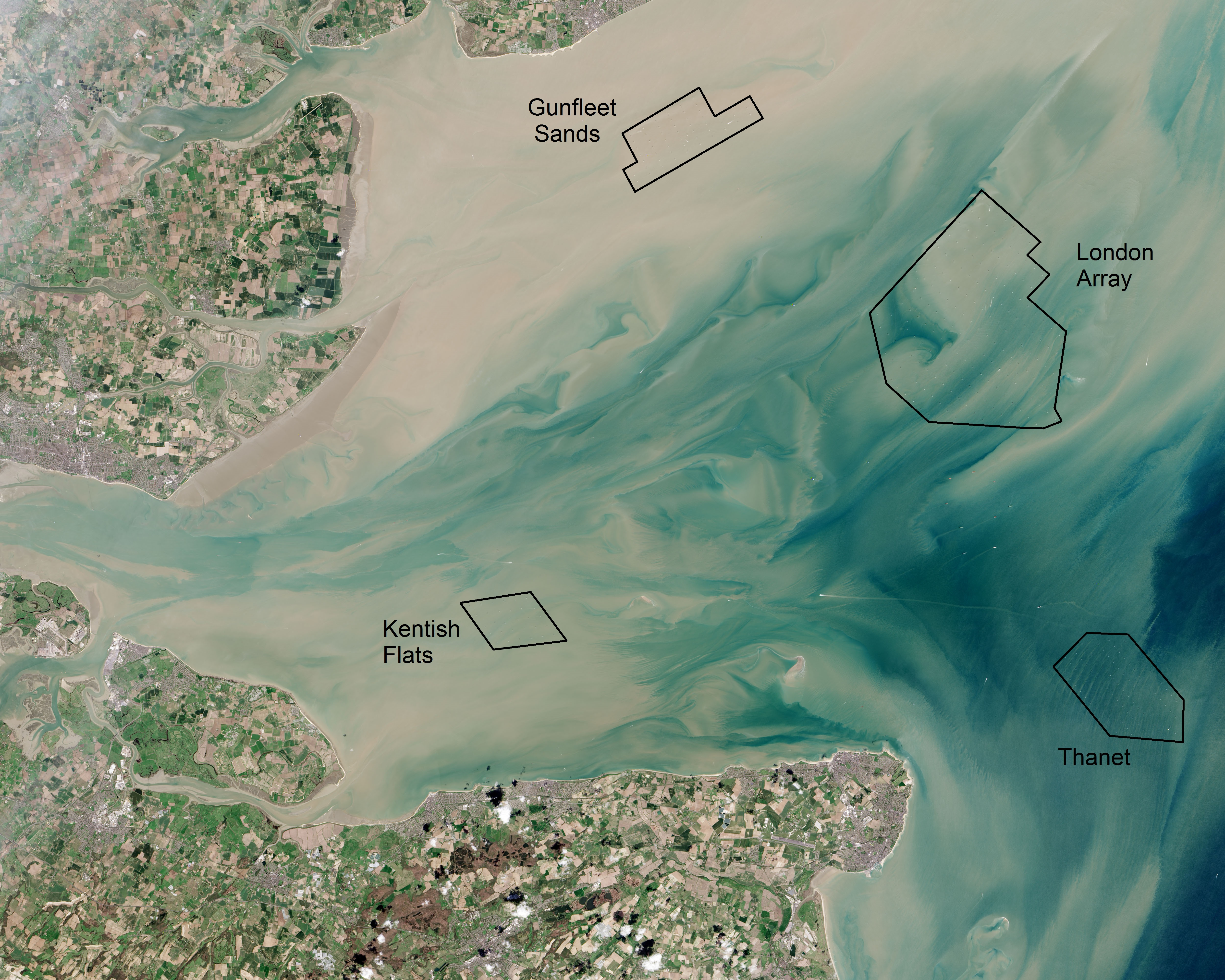
Nell'area dell'estuario del Tamigi si trovano quattro parchi eolici: Kentish Flats, Gunfleet Sands, Thanet e il London Array. Quest'ultimo è stato il parco offshore più grande al mondo fino al settembre 2018.

| Parco eolico               | Capacità nominale (MW) | Luogo       | Coordinate            | Turbine eoliche                                  | Data di commissioning                     | Note                        |
| -------------------------- | ---------------------- | ----------- | --------------------- | ------------------------------------------------ | ----------------------------------------- | --------------------------- |
| Walney Extension           | 659                    | Regno Unito | 54°05′17″N 3°44′17″W  | 40 x MHI-Vestas 8.25 MW 47 x Siemens Gamesa 7 MW | 2018                                      | [ 30 ]                      |
| London Array               | 630                    | Regno Unito | 51°38′38″N 1°33′13″E  | 175 × Siemens SWT-3.6-120                        | 2012                                      | [ 31 ] [ 32 ] [ 33 ]        |
| Gemini Wind Farm           | 600                    | Paesi Bassi | 54°02′10″N 5°57′47″W  | 150 × Siemens SWT-4.0                            | 2017                                      | [ 34 ] [ 35 ] [ 36 ] [ 37 ] |
| Beatrice                   | 588                    | Regno Unito | 58°07′48″N 3°04′12″W  | 84 × 7MW Siemens Gamesa                          | 2019                                      | [ 38 ]                      |
| Gode Wind (I e II)         | 582                    | Germania    | 54°04′N 7°02′E        | 97 x Siemens SWT-6.0-154                         | 2017                                      | [ 39 ] [ 40 ]               |
| Gwynt y Môr                | 576                    | Regno Unito | 53°27′00″N 3°35′00″W  | 160 × Siemens SWT-3.6-107                        | 2015                                      | [ 41 ]                      |
| Race Bank                  | 573                    | Regno Unito | 53°16′N 0°50′E        | 91 x Siemens SWT-6.0-154                         | 2018                                      | [ 42 ] [ 43 ]               |
| Greater Gabbard            | 504                    | Regno Unito | 51°52′48″N 1°56′24″E  | 140 × Siemens SWT-3.6-107                        | 2012                                      | [ 44 ] [ 45 ] [ 46 ]        |
| Dudgeon                    | 402                    | Regno Unito | 53°14′56″N 1°23′24″E  | 67 × Siemens 6 MW                                | 2017                                      | [ 47 ]                      |
| Veja Mate                  | 402                    | Germania    | 54°19′01″N 5°52′15″E  | 67 × Siemens SWT-6.0-154                         | 2017                                      | [ 48 ] [ 49 ]               |
| Anholt                     | 400                    | Danimarca   | 56°36′00″N 11°12′36″E | 111 × Siemens SWT-3.6-120                        | 2013                                      | [ 50 ] [ 51 ] [ 52 ] [ 53 ] |
| BARD Offshore 1            | 400                    | Germania    | 54°22′00″N 5°59′00″E  | 80 × BARD 5.0MW                                  | 2013                                      | [ 54 ] [ 55 ] [ 56 ]        |
| Global Tech I              | 400                    | Germania    | 54°30′00″N 6°21′30″E  | 80 × Areva Multibrid M5000 5.0MW                 | 2015                                      | [ 57 ]                      |
| West of Duddon Sands       | 389                    | Regno Unito | 53°59′02″N 3°27′50″W  | 108 × Siemens SWT-3.6-120                        | 2014                                      | [ 58 ] [ 59 ]               |
| Walney (I e II)            | 367                    | Regno Unito | 54°02′38″N 3°31′19″W  | 102 × Siemens SWT-3.6-107                        | 2011 (fase 1) 2012 (fase 2)               | [ 60 ] [ 61 ]               |
| Wikinger                   | 350                    | Germania    | 54°50′02″N 14°04′05″E | 70 x Adwen AD 5-135                              | 2018                                      | [ 62 ]                      |
| Nordsee One                | 332                    | Germania    | 53°58′00″N 6°48′00″E  | 54 × Senvion 6.2M126                             | 2017                                      | [ 63 ]                      |
| Thorntonbank (I, II e III) | 325                    | Belgio      | 51°33′00″N 2°56′00″E  | 6 × Senvion 5MW 48 × Senvion 6.15MW              | 2009 (fase 1) 2012 (fase 2) 2013 (fase 3) | [ 64 ] [ 65 ] [ 66 ] [ 67 ] |
| Sheringham Shoal           | 315                    | Regno Unito | 53°07′00″N 1°08′00″E  | 88 × Siemens SWT-3.6-107                         | 2012                                      | [ 68 ] [ 69 ] [ 70 ] [ 71 ] |
| Borkum Riffgrund           | 312                    | Germania    | 53°58′00″N 6°33′00″E  | 78 × Siemens SWT-4.0-120                         | 2015                                      | [ 72 ]                      |
| Amrumbank West             | 302                    | Germania    | 54°30′00″N 7°48′00″E  | 80 x Siemens SWT-3.6-120                         | 2015                                      | [ 73 ]                      |
| Thanet                     | 300                    | Regno Unito | 51°26′00″N 1°38′00″E  | 100 × Vestas V90-3.0MW                           | 2010                                      | [ 74 ] [ 75 ]               |

### Progetti nel mar Mediterraneo
Il 21 aprile 2022 è stato inaugurato Beleolico, il primo parco eolico italiano all'interno del mar Mediterraneo. L'Italia è il primo paese a installare un impianto eolico al largo delle coste mediterranee, nei pressi del porto di Taranto, in Puglia; l'impianto, la cui costruzione è stata approvata nel 2019, è costituito da dieci turbine da 3 MW di potenza nominale ciascuna, per una capacità complessiva dell'impianto di 30 MW . Un altro parco eolico offshore è stato proposto in Sicilia, a 60 km dalle coste, tra quelle siciliane e tunisine, il parco dovrebbe contare 190 turbine galleggianti, per una capacità totale di 2,9 GW, fornendo energia a circa 3 milioni di famiglie. I lavori dovrebbero cominciare nel 2025. Nel 2019, la Commissione europea ha approvato quattro progetti dimostrativi per impianti eolici offshore proposti dalla Francia, tre dei quali (Golf du Lion, Eolmed e Provence Grand Large) saranno installati nelle acque del Mediterraneo; tutti e quattro gli impianti saranno costituiti da tre o quattro turbine eoliche galleggianti e avranno una capacità complessiva di 24 MW.

## Capacità installata di eolico offshore per paese

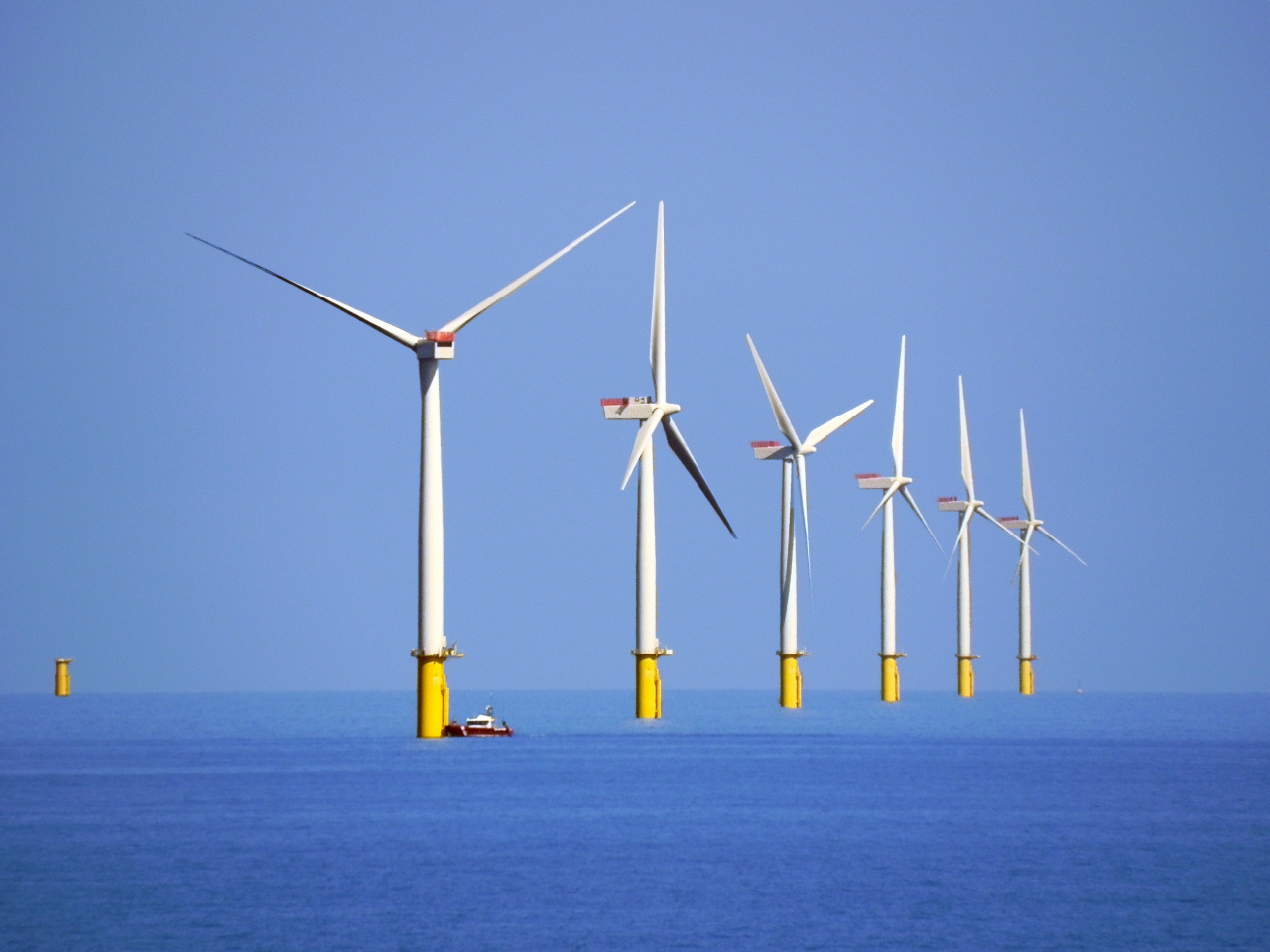
Il Regno Unito detiene il record sia per il parco eolico offshore più grande al mondo sia per capacità totale installata complessivamente. Nell'immagine, sei turbine del parco Walney (659 MW) in costruzione nel 2011.

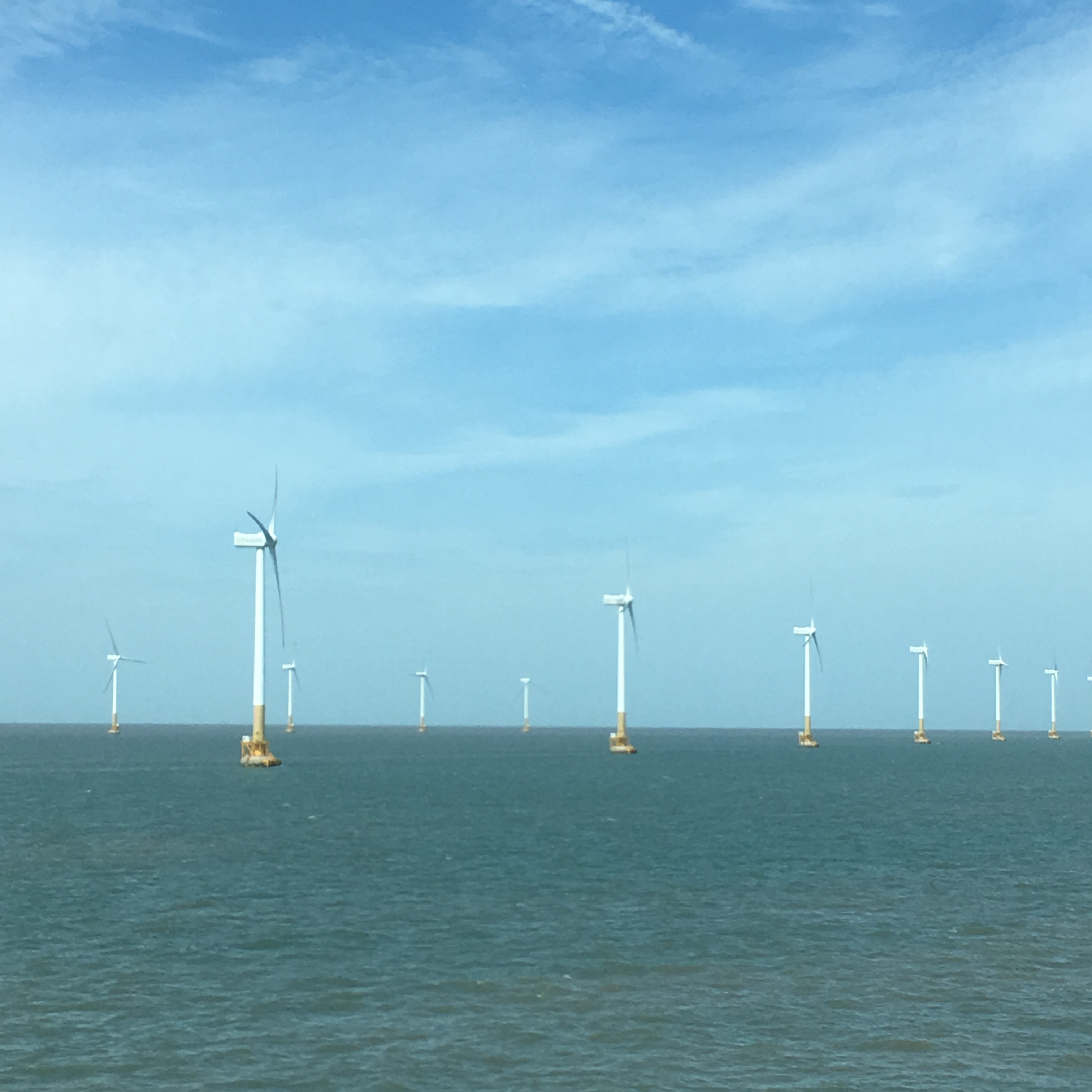
Il parco eolico Donghai Bridge (102 MW) al largo di Shanghai, in Cina

Attualmente (2019), la maggior parte dei parchi eolici offshore nel mondo si trovano nell'Europa settentrionale. Nel 2018, Regno Unito e Germania possedevano complessivamente oltre il 60% della capacità installata totale a livello globale; altri paesi, invece, come la Cina, stanno rapidamente espandendo la propria disponibilità di eolico in mare. Nel 2022 è stato completato il primo parco eolico offshore italiano.
| Posizione | Paese                 | 2016   | 2017   | 2018   |
| --------- | --------------------- | ------ | ------ | ------ |
| 1         | Regno Unito           | 5 156  | 6 651  | 7 963  |
| 2         | Germania              | 4 108  | 5 411  | 6 380  |
| 3         | Cina                  | 1 627  | 2 788  | 4 588  |
| 4         | Danimarca             | 1 271  | 1 268  | 1 329  |
| 5         | Belgio                | 712    | 877    | 1 186  |
| 6         | Paesi Bassi           | 1 118  | 1 118  | 1 118  |
| 7         | Svezia                | 202    | 202    | 192    |
| 8         | Vietnam               | 99     | 99     | 99     |
| 9         | Corea del Sud         | 35     | 38     | 73     |
| 10        | Finlandia             | 32     | 92     | 87     |
| 11        | Giappone              | 60     | 65     | 65     |
| 12        | Stati Uniti d'America | 30     | 30     | 30     |
| 13        | Irlanda               | 25     | 25     | 25     |
| 14        | Taiwan                | 0      | 8      | 8      |
| 15        | Spagna                | 5      | 5      | 5      |
| 16        | Norvegia              | 2      | 2      | 2      |
| 17        | Francia               | 0      | 2      | 2      |
|           | Totale nel mondo      | 14 482 | 18 658 | 23 140 |

Nel 2022, le richieste di connessione a Terna sono raddoppiate rispetto all'anno precedente, raggiungendo i 95 gigawatt.

## Aspetti ambientali
Oltre all'impatto paesaggistico, più contenuto rispetto all'eolico installato sulla terraferma, un impianto eolico offshore richiede una quantità di risorse minerarie e 13 volte superiore a quella necessaria ad un impianto a gas della stessa potenza.